# Мешчовск
Мешчовск (рус. Мещовск) град је у Русији у Калушкој области. Према попису становништва из 2010. у граду је живело 4100 становника.

## Становништво
| 1939. | 1959. | 1970. | 1979. | 1989. | 2002. | 2010. |
| ----- | ----- | ----- | ----- | ----- | ----- | ----- |
| 3.600 | 4.939 | 5.130 | 4.949 | 5.382 | 4.540 | 4.100 |